# Берег Девіса
Бе́рег Де́віса (англ. Davis Coast) — частина західного узбережжя Антарктичного півострова між мисами Челльман та Штернек.
Консультативний комітет з назв в Антарктиці назвав його на честь капітана Джона Девіса, американського мисливця на тюленів, який стверджував, що першим здійснив задокументовану висадку на сам материк у бухті Г'юз на цьому березі 7 лютого 1821 року.